# Ermenouville
Ermenouville ist eine französische Gemeinde mit 128 Einwohnern (Stand 1. Januar 2022) im Département Seine-Maritime in der Region Normandie (vor 2016 Haute-Normandie). Sie gehört zum Arrondissement Dieppe und zum Kanton Saint-Valery-en-Caux (bis 2015 Fontaine-le-Dun). Die Einwohner werden Ermenouvillais genannt.

## Geographie
Ermenouville liegt etwa 32 Kilometer südwestlich von Dieppe im Pays de Caux. Umgeben wird Ermenouville von den Nachbargemeinden Angiens im Norden, Anglesqueville-la-Bras-Long im Süden, Héberville im Südosten, Houdetot im Nordosten, Le Mesnil-Durdent im Nordwesten sowie Sainte-Colombe im Westen und Südwesten.

## Bevölkerungsentwicklung
| Jahr      | 1962 | 1968 | 1975 | 1982 | 1990 | 1999 | 2007 | 2015 |
| Einwohner | 250  | 235  | 217  | 198  | 181  | 154  | 155  | 146  |

## Sehenswürdigkeiten
- Château du Mesnil-Geoffroy aus dem 17. Jahrhundert
- Château d’Arnouville
- Kirche Notre-Dame aus dem 19. Jahrhundert
- Kirche Saint-Ouen aus dem 16. Jahrhundert